# ヴェーガ
ヴェーガはノルウェーのヌールラン県の都市。地方自治体となったのは、1838年1月1日のことである。「ヴェーガ」は、ヴェーガ群島の6500の島々を含んでいると同時に、その中の主島の名前でもある。面積は163 km2 である。
ヴェーガ島における人類の生活の痕跡は1万年前に遡るものであり、ノルウェー北部では最古の痕跡のひとつである。かつてそうであったのと同じように、現在でもなお漁業と農業が、島の重要産業となっている。今日の島の住民は、Holand、Valla、Igerøya、Gladstadに集中しており、とくにGladstadには市議会があり、島の商業的中心地にもなっている。
2004年には、ケワタガモ属のダウンを取ることを中心産業としてきた群島の農業・漁業双方に関わる文化的景観が、北極圏の真南に位置する厳しい環境の中で1500年以上積み重ねられてきた「持続可能な開発」の例証として評価され、ユネスコの世界遺産に登録された。なお、ヴェーガ群島に見られる海洋性の気候と石灰岩の岩盤は、この地で10種のランや210種に及ぶ鳥類を育んでいる。

## 名称
市名のヴェーガは、群島の主島であるヴェーガ島に由来している。Vegaは古代スカンジナビア語ではVeigaと書かれ、おそらく島の湖沼を踏まえて「流れるもの」を意味するVeigから派生したものであると考えられている。
1891年まではVegøと書かれていた。

## 世界遺産

### 登録基準
この世界遺産は世界遺産登録基準のうち、以下の条件を満たし、登録された（以下の基準は世界遺産センター公表の登録基準からの翻訳、引用である）。
- (5) ある文化（または複数の文化）を代表する伝統的集落、あるいは陸上ないし海上利用の際立った例。もしくは特に不可逆的な変化の中で存続が危ぶまれている人と環境の関わりあいの際立った例。